# تیم ملی فوتبال زیر ۲۱ سال آندورا
تیم ملی فوتبال زیر ۲۱ سال آندورا (انگلیسی: Andorra national under-21 football team) یا تیم ملی فوتبال جوانان آندورا، نماینده کشور آندورا در مسابقات فوتبال جوانان اروپا و جهان است که زیر نظر فدراسیون فوتبال آندورا فعالیت می‌کند.